# Manuel Maples Arce
Manuel Maples Arce (Papantla, 1º maggio 1900 – Città del Messico, 26 giugno 1981) è stato un poeta, politico e diplomatico messicano.

## Biografia
Fu il fondatore nel 1921 del "estridentismo", l'avanguardia artistica del Messico post rivoluzionario. Dal 1925 al 1927 fu segretario di governo dello stato di Veracruz durante il mandato del generale Heriberto Jara. A partire dal 1935 entra nella diplomazia messicana, essendo ambasciatore a Panama, in Cile, Colombia, Giappone, Canada, Norvegia, Libano e Pakistan.
| Controllo di autorità | VIAF (EN) 6324880 · ISNI (EN) 0000 0000 8353 6994 · LCCN (EN) n84015168 · GND (DE) 1019104058 · BNE (ES) XX1071668 (data) · BNF (FR) cb10111832m (data) · CONOR.SI (SL) 282378595 |